# Ed Quinn
Ed Quinn, all'anagrafe Arthur Edward Quinn (Berkeley, 26 febbraio 1968), è un attore statunitense.

## Biografia

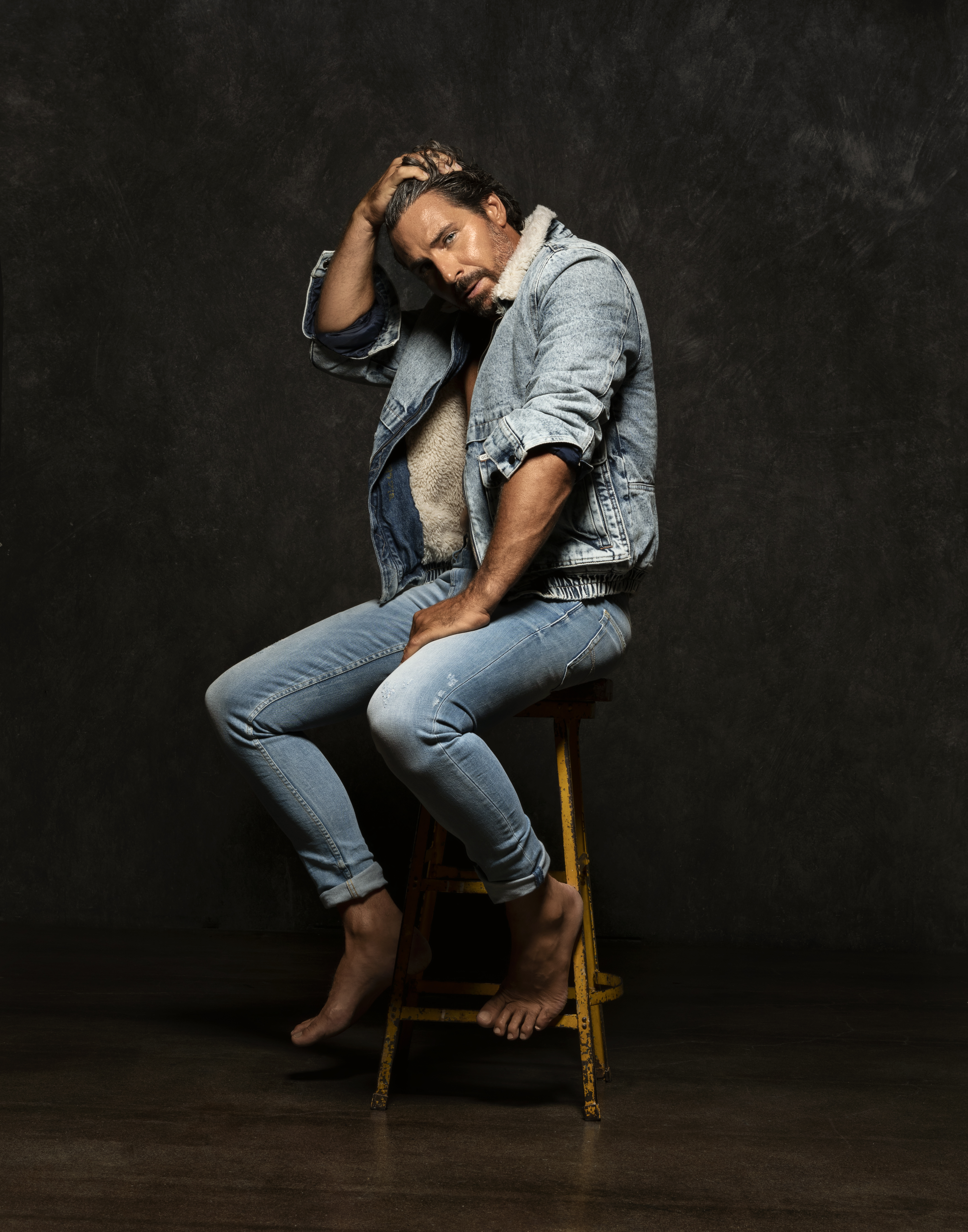

Nato in California effettua gli studi presso la St. Mary's College High School, successivamente si laurea in storia presso l'Università della California - Berkeley. Dopo gli studi inizia a lavorare come modello a Parigi, Barcellona e Milano e partecipa a più di 35 spot televisivi internazionali. Tornato negli Stati Uniti inizia la sua carriera come attore, prima come uno dei protagonisti della serie televisiva di breve vita Young Americans e poi partecipando ad alcuni episodi della serie Jack & Jill.
Nel 2004 recita nel film di fantascienza Starship Troopers 2 - Eroi della federazione, sequel di Starship Troopers - Fanteria dello spazio, mentre nel 2005 è uno dei protagonisti del film Cacciatori di zombi, sequel televisivo di House of the Dead. Nel corso degli anni ha partecipato come guest star a numerose serie televisive, tra cui JAG - Avvocati in divisa, La vita secondo Jim, Le cose che amo di te, CSI: NY e 2 Broke Girls. 
Prima di recitare Quinn è stato un musicista, ha studiato musica con Joe Satriani e ha fatto parte di gruppi musicali chiamati Mad Theory e Scattergood, in quest'ultima è stato il cantante e ha suonato la chitarra. Ed Quinn ha realizzato un CD demo da solista intitolato semplicemente quinn, contenente tre tracce; Because of You, Cause I Do e We Had It Made.
Diviene noto per aver interpretato, dal 2006 al 2008, Nathan Stark nella serie televisiva Eureka. Nel 2009 prende parte a tre episodi della seconda stagione di True Blood, nel ruolo del vampiro Stan Davis.

## Filmografia

### Cinema
- Beeper, regia di Jack Sholder (2002)
- Starship Troopers 2 - Eroi della federazione (Starship Troopers 2: Hero of the Federation), regia di Phil Tippett (2004)
- Cacciatori di zombi (House of the Dead 2), regia di Michael Hurst (2005)
- The rainbow tribe - Tutto può accadere, regia di Christopher R. Watson (2008)
- Werewolf - La bestia è tornata (Werewolf: The Beast Among Us), regia di Louis Morneau (2012)

### Televisione
- Young Americans - serie TV (2000)
- Dharma & Greg - serie TV (2001)
- Jack & Jill - serie TV (2001)
- Crossing Jordan - serie TV (2002)
- JAG - Avvocati in divisa (JAG) - serie TV (2002)
- La vita secondo Jim (According to Jim) - serie TV (2004-2005)
- Le cose che amo di te (What I Like About You) - serie TV (2005-2006)
- CSI: NY - serie TV (2006)
- Eureka - serie TV (2006-2012)
- True Blood - serie TV (2009)
- Desperate Housewives  - serie TV (2010)
- Castle - serie TV, episodio 5x06 (2012)
- I 12 disastri di Natale (The 12 Disasters of Christmas), regia di Steven R. Monroe - film TV (2012)
- Revenge - serie TV (2015)
- Mistresses - Amanti (Mistresses) - serie TV (2015)
- 2 Broke Girls - serie TV, 4 episodi (2016)
- Giorno per Giorno (One Day at a Time) - serie TV, 7 episodi (2018-2020)
- NCIS: New Orleans - serie TV, 1 episodio (2020)

## Doppiatori italiani
Nelle versioni in italiano delle opere in cui ha recitato, Ed Quinn è stato doppiato da:
- Massimo Lodolo in Crossing Jordan, The Rainbow Tribe - Tutto può accadere
- Michele D'Anca in CSI: NY
- Fabrizio Vidale in 2 Broke Girls
- Davide Marzi in CSI - Scena del crimine
- Saverio Indrio in Desperate Housewives
- Alessandro Messina in NCIS: Los Angeles
- Fabrizio Pucci in Castle
- Massimo Triggiani in Revenge
- Stefano Benassi in NCIS: New Orleans
- Massimo Bitossi in One day at a time